# Heinrich Scholz (Logiker)

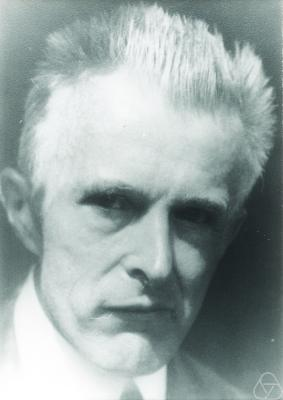
Heinrich Scholz im Mathematischen Forschungsinstitut Oberwolfach

Heinrich Scholz (* 17. Dezember 1884 in Berlin; † 30. Dezember 1956 in Münster, Westfalen) war ein deutscher Logiker, Philosoph und evangelischer Theologe.

## Leben und Werk
Der Sohn des Geistlichen Hermann Scholz studierte in Berlin und Erlangen Philosophie und Theologie und erlangte die Lic. theol. 1909. Er war ein Schüler von Adolf von Harnack, in Philosophie von Alois Riehl und Friedrich Paulsen. 1910 habilitierte sich Scholz in den Fächern Religionsphilosophie und Systematische Theologie in Berlin. In Erlangen legte er 1913 bei Richard Falckenberg die Prüfung zur Promotion eines Dr. phil. mit der Arbeit Schleiermacher und Goethe. Ein Beitrag zur Geschichte des deutschen Geistes ab.
Er wurde als Nachfolger Rudolf Ottos nach Breslau berufen und lehrte dort ab 1917 als ordentlicher Professor Religionsphilosophie und Systematische Theologie. In demselben Jahr heiratete er seine Verlobte Elisabeth von Orth. Aufgrund eines sich 8 Jahre hinziehenden Magenleidens wurde er vom Kriegsdienst freigestellt. 1919 unterzog er sich einer Operation, bei der ihm vermutlich ein großer Teil seines Magens entfernt wurde. Gleichen Jahres nahm er den Ruf nach Kiel, auf einen philosophischen Lehrstuhl, an. Seit Oktober 1928 lehrte er in Münster, zuerst als Ordinarius der Philosophie. Dort freundete er sich mit Karl Barth an, der seit 1925 in Münster evangelische Theologie lehrte. Unter dem Einfluss der Gespräche mit Scholz schrieb Barth 1930/31 sein Buch über den Gottesbeweis des Anselm von Canterbury „fides quaerens intellectum“.
Nachdem er in seiner Jugend das Logik-Studium zugunsten des Theologie-Studiums abgebrochen hatte, begann er erst wieder 1924, von Bertrand Russell und Alfred North Whiteheads Principia Mathematica fasziniert, Mathematik und theoretische Physik zu studieren. Scholz wurde ein mathematischer Logiker.
In den 1930er Jahren pflegte er den Kontakt zu Alan Turing, der später – in einem Brief nach Hause vom 22. Februar 1937 – zur Aufnahme seines Artikels „On Computable Numbers, with an Application to the Entscheidungsproblem“ schrieb:

“I have had two letters asking for reprints, one from Braithwaite at King’s and one from a proffessor [sic] in Germany... They seemed very much interested in the paper. I think possibly it is making a certain amount of impression. I was disappointed by its reception here. I expected Weyl who had done some work connected quite closely with it some years ago at least to have made a few remarks about it.”

An der Westfälischen Wilhelms-Universität Münster schuf er den ersten Schwerpunkt für mathematische Logik und Grundlagenforschung, der sehr starke Einflüsse auf die heutige Theoretische Informatik hat. Dieses Streben ging in die Universitätsgeschichte als „Schule von Münster“ ein. Sein Ordinariat wurde 1936 in einen Lehrauftrag für mathematische Logik und Grundlagenforschung und 1943 in den ersten Lehrstuhl in Deutschland für mathematische Logik und Grundlagenforschung umgewidmet. Der Münsteraner Lehrstuhl gilt auch heute noch als einer der besten in Deutschland. Scholz wurde 1952 emeritiert. Im Zweiten Weltkrieg schützte er den polnischen Logiker Jan Łukasiewicz aus Warschau mit finanzieller Hilfe und sorgte für seinen Umzug nach Münster.
Scholz galt als Platoniker, und in diesem Sinne betrachtete er die mathematische Logik als Grundlegung der Erkenntnis. Er gilt als Entdecker des Nachlasses von Gottlob Frege. Freges Schriften wurden durch ihn für einen großen Kreis erst zugänglich. Unter Anleitung von Scholz promovierten unter anderem Friedrich Bachmann (1934), Hans Hermes (1938), Karl Schröter (1941) und Gisbert Hasenjaeger (1950).
In Scholz’ Nachlass fand wiederum Achim Clausing im Keller des Instituts für Informatik der Westfälischen Wilhelms-Universität in Münster Ende der 2000er Jahre zwei Originaldrucke der bedeutendsten Veröffentlichungen Alan Turings, die seit 1945 verschollen waren. Hierbei handelt es sich um die Arbeit „On Computable Numbers With an Application to the Entscheidungsproblem“ aus dem Jahr 1937, die Scholz noch im selben Jahr mit einer Postkarte von Turing angefordert hatte. Auf Basis dieser Arbeit hielt Scholz nach Clausings Aussage „das weltweit erste Seminar über Informatik“. Die zweite Arbeit stammt aus dem Jahr 1950 und ist eine Abhandlung über die Entwicklung der künstlichen Intelligenz, die Turing mit einem handschriftlichen Kommentar versah: „Dies ist wohl meine letzte Kopie“. Bei Sotheby’s wurden vergleichbare Drucke von Turing, die keine Widmung aufwiesen, für 180.000 Euro versteigert.
In Münster wohnte er im Westring 17 (heute Domagkstraße). Scholz’ Grab befindet sich auf dem Parkfriedhof Eichhof in Kiel.
Der wissenschaftliche Nachlass von Heinrich Scholz liegt heute in der Universitäts- und Landesbibliothek Münster und wird seit 2023 am Philosophischen Seminar der Universität Münster im Rahmen der Heinrich Scholz Gesamtausgabe zur Publikation aufbereitet.

## Schriften (Auswahl)
- Christentum und Wissenschaft in Schleiermachers Glaubenslehre. 1909.
- Glaube und Unglaube in der Weltgeschichte. Ein Kommentar zu Augustinus de civitate dei. 1911.
- Schleiermacher und Goethe. Ein Beitrag zur Geschichte des deutschen Geistes. 1913, Dissertation.
- Der Idealismus als Träger des Kriegsgedankens. Friedrich Andreas Perthes, Gotha 1915. Perthes’ Schriften zum Weltkrieg. Band 3.
- Politik und Moral. Eine Untersuchung über den sittlichen Charakter der modernen Realpolitik. Friedrich Andreas Perthes, Gotha 1915. Perthes' Schriften zum Weltkrieg. Band 6.
- Der Krieg und das Christentum. Friedrich Andreas Perthes, Gotha 1915. Perthes' Schriften zum Weltkrieg. Band 7.
- Das Wesen des deutschen Geistes. Grote'sche Verlagsbuchhandlung, Berlin 1917.
- Der Unsterblichkeitsgedanke als philosophisches Problem. 1920.
- Religionsphilosophie. Reuther & Reichard, Berlin, 1921; 2., neuverfaßte Ausgabe, 1922.
- Zum ‚Untergang des Abendlandes‘. Eine Auseinandersetzung mit Oswald Spengler. Reuther & Reichard, Berlin; 2. neubearb. und erg. Aufl., 1921.
- Die Religionsphilosophie des Als-ob. Eine Nachprüfung Kants und des idealistischen Positivismus. 1921.
- Die Bedeutung der Hegelschen Philosophie für das philosophische Denken der Gegenwart. Reuther & Reichard, Berlin 1921.
- Das Vermächtnis der Kantschen Lehre vom Raum und von der Zeit. 1924.
- Die Grundlagen der griechischen Mathematik. 1928 mit Helmut Hasse.
- Eros und Caritas. Die platonische Liebe und die Liebe im Sinne des Christentums. 1929.
- Geschichte der Logik. Junker und Dünnhaupt, Berlin 1931 (1959 unter Abriß der Geschichte der Logik bei Alber, Freiburg im Breisgau)
- Goethes Stellung zur Unsterblichkeitsfrage. 1934.
- Die neue logistische Logik und Wissenschaftslehre. In: Forschungen und Fortschritte. Band 11, 1935.
- Die klassische und die moderne Logik. In: Blätter für deutsche Philosophie. Band 10, 1937, S. 254–281.
- Fragmente eines Platonikers. Staufen, Köln o. J. (1940).
- Metaphysik als strenge Wissenschaft. Staufen, Köln 1941.
- Eine neue Gestalt der Grundlagenforschung. Forschungen und Fortschritte Nr. 35/36 Jahrgang 1941, S. 382 ff.
- Logik, Grammatik, Metaphysik. In: Archiv für Philosophie. Band 1, 1947, S. 39–80.
- Begegnung mit Nietzsche. Furche, Tübingen 1948.
- Grundzüge der mathematischen Logik. Berlin, Göttingen 1961 mit Gisbert Hasenjaeger.
- Mathesis universalis. Abhandlungen zur Philosophie als strenger Wissenschaft. Hrsg. von Hans Hermes, Friedrich Kambartel und Joachim Ritter, Wissenschaftliche Buchgesellschaft, Darmstadt 1961.

Aufsätze
- Fichte und Napoleon. In: Preussische Jahrbücher. Band 152, 1913, S. 1–12.
- Die Religionsphilosophie des Als-ob. In: Annalen der Philosophie. 1. Band, 1919, S. 27–113.
- Die Religionsphilosophie des Als-ob. In: Annalen der Philosophie. 3. Band, H. 1 1923, S. 1–73.
- Warum haben die Griechen die Irrationalzahlen nicht aufgebaut? In: Kantstudien. Band 3, 1928, S. 35–72.
- Augustinus und Descartes. In: Blätter für deutsche Philosophie. Band 5, 1932, Heft 4, S. 405–423.
- Der Gottesgedanke in der Mathematik. In: Blätter für deutsche Philosophie. Band 8, 1934/35, S. 318–338.
- Leibniz und die mathematische Grundlagenforschung. In: Deutsche Mathematiker-Vereinigung (Hrsg.): Jahresbericht der Deutschen Mathematiker-Vereinigung. Band 52. Teubner, 1942, ISSN 0012-0456, S. 217–244 (uni-goettingen.de).
- Logik, Grammatik, Metaphysik. In: Archiv für Rechts- und Sozialphilosophie. Band 36, 1943/44, S. 393–433.